# Antenna a dipolo

Un'antenna a dipolo riceve onde radio.

Una antenna a dipolo, nelle telecomunicazioni, è il più semplice tipo di antenna per le comunicazioni radio, costituito da due bracci uguali aperti realizzati con un conduttore elettrico lineare su cui scorrono le correnti elettriche che irradiano il campo elettromagnetico a distanza.
Il dipolo hertziano è la sorgente utilizzata da Heinrich Rudolf Hertz nel 1887 per compiere i suoi celebri esperimenti di rilevazione sperimentale delle onde elettromagnetiche, previste teoricamente da Maxwell a partire dalle sue equazioni. È costituito da un conduttore elettrico filiforme di lunghezza molto minore della lunghezza d'onda del segnale elettrico in ingresso, collegato a due sfere metalliche che fungono da serbatoi per le cariche. Esso di fatto è un tipo di antenna a dipolo.
Il dipolo equivalente di antenna è il dipolo hertziano con cui si può sostituire un'antenna senza variare il campo elettromagnetico irradiato dall'antenna stessa. Detto dipolo avrà momento elettrico pari al valore del vettore di radiazione {\displaystyle {\vec {N}}}.
L'unica componente efficace del dipolo equivalente è quella perpendicolare alla direzione {\displaystyle {\vec {u_{r}}}}, ovvero parallela al piano {\displaystyle ({\vec {u_{\theta }}},{\vec {u_{\phi }}})}, ed è chiamata "dipolo equivalente normale".

## Descrizione

Schema di un'antenna a dipolo, con campi elettrici (blu) e magnetici (rosso)

### Classificazione
Appartiene in generale alla categoria delle "antenne filari" e può essere classificato nei seguenti modi:
In base alla lunghezza assoluta del filo conduttore radiante:
- "dipolo elementare" ovvero costituito da un filo conduttore con lunghezza infinitesima su cui scorre una densità di corrente J. Si tratta dunque di un'astrazione ideale.
- "non elementare" ovvero con lunghezza finita del conduttore con lievi differenze in termini di irradiazione. È il caso tipicamente reale.

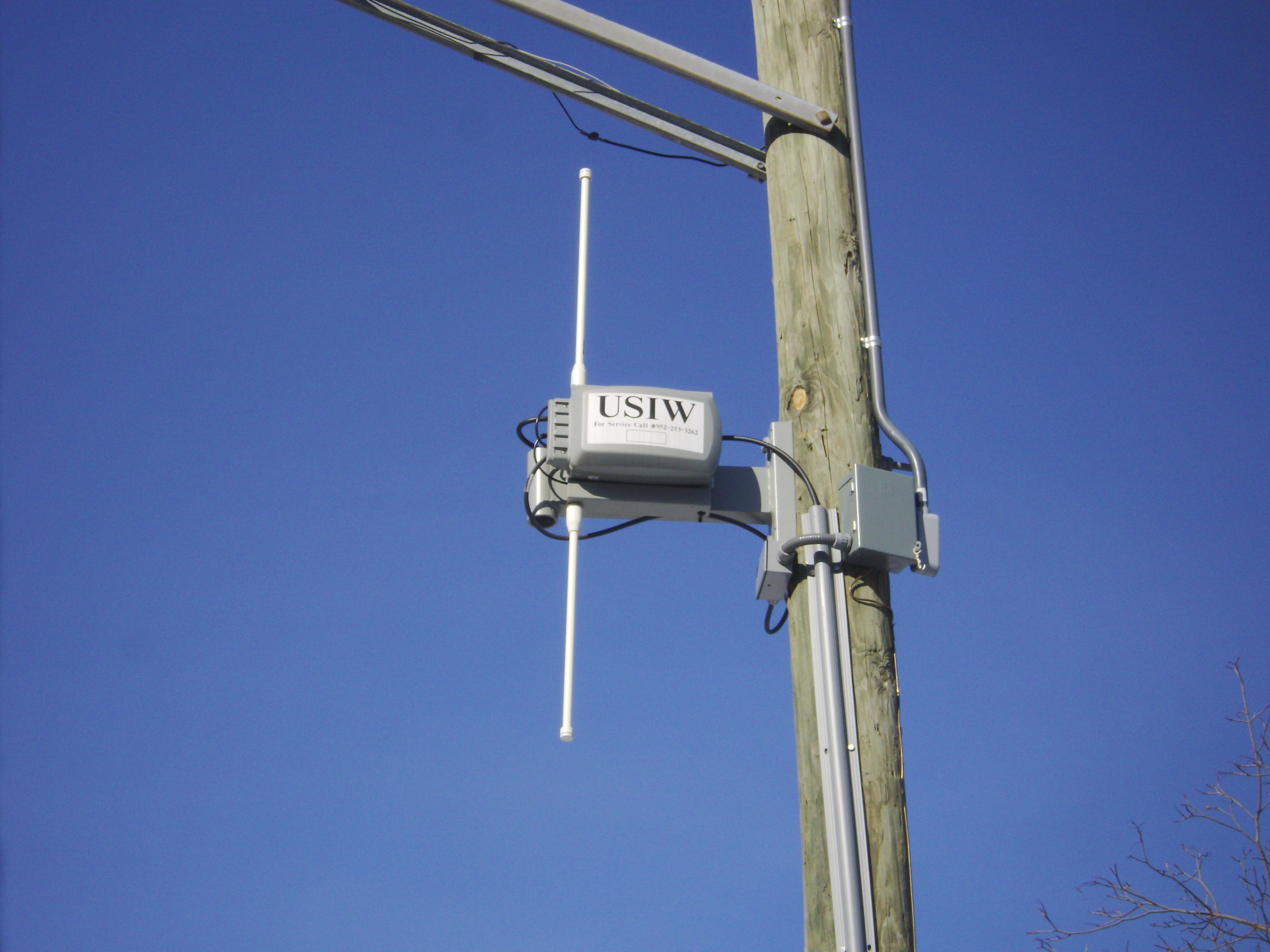
Esempio di antenna a dipolo su un palo

In base alla lunghezza del filo conduttore radiante rispetto alla lunghezza d'onda λ o equivalentemente alla frequenza del segnale elettrico dell'alimentazione:
- "a semionda": lunghezza del conduttore pari a λ/2. È il tipo di dipolo più diffuso in virtù del funzionamento in condizioni di risonanza e quindi massima efficienza di radiazione potendo essere anche facilmente adattato con la linea di trasmissione di alimentazione.
- "a onda intera": lunghezza del conduttore pari a λ.
- "a 3/2 dell'onda": lunghezza del conduttore pari a 3λ/2.

In base alla disposizione del filo conduttore radiante: 
- "lineare" se il filo conduttore è un segmento di retta perpendicolare all'alimentazione.
- "non lineare" se il segmento non è rettilineo ovvero un "dipolo ripiegato" o a V invertita.

La lunghezza del conduttore radiante del dipolo è quindi in stretta relazione con i parametri operativi/applicativi in termini di frequenza e quindi di lunghezza d'onda dell'onda elettromagnetica irradiata/captata: tanto maggiore è la lunghezza del conduttore tanto maggiore sarà, alla risonanza,  la lunghezza d'onda e minore la frequenza operativa centrale dell'onda captata/emessa e viceversa. Tuttavia grazie a particolari implementazioni si riescono ad ottenere antenne a dipolo che irradiano/ricevono a diverse bande centrate su rispettive frequenze di risonanza come nel caso delle antenne per telefoni cellulari.
Se si combinano tra loro più elementi o dipoli allineati lungo un asse si ottiene un'antenna a schiera (array antenna).

### Caratteristiche

Tipico diagramma di radiazione a forma toroidale di un'antenna a dipolo; si nota la quasi totale omnidirezionalità

La caratteristica fondamentale del dipolo è la forte "omnidirezionalità" di irradiazione/ricezione del suo "diagramma di radiazione" con dei nulli di radiazione solo nell'intorno degli estremi dell'asse del dipolo stesso: tale caratteristica è sfruttabile in molti tipi di applicazioni di radiocomunicazione. Le caratteristiche approssimate di quasi-omnidirezionalità possono essere ulteriormente incrementate ricorrendo a più antenne a dipolo ad esempio con 3 dipoli ciascuno dei quali disposto lungo un asse cartesiano.

### Realizzazione
Il dipolo è diviso in due rami lineari di pari lunghezza collegati insieme nella parte centrale, dalla quale viene prelevato il segnale tramite un cavo coassiale e viene portato al dispositivo sorgente in caso di trasmissione o ricevente in caso di ricezione. La lunghezza del conduttore del dipolo misura complessivamente circa la metà della lunghezza d'onda, nel caso di dipolo a semionda, corrispondente alla frequenza utilizzata. Ad esempio, volendo realizzare un dipolo per ascoltare le stazioni di radiodiffusione nella banda dei 31 m (banda di frequenze da 9400 a 9900 kHz), la lunghezza dell'antenna (calcolata per il centro della banda di trasmissione) deve essere di circa 15,5 m.

Una semplice antenna a dipolo, a semi onda

La connessione all'apparato radio è normalmente realizzata con un cavo coassiale, il quale rappresenta una linea sbilanciata, mentre il dipolo è un'antenna bilanciata e per adattare le due linee viene solitamente interposto un balun. L'assenza del balun renderebbe la calza del cavo coassiale parte dell'antenna alterando il lobo di radiazione e causando interferenze nelle apparecchiature poste nelle vicinanze della linea. Per ottenere buone prestazioni con questa antenna, sia in trasmissione che in ricezione, la si deve posizionare ad un'altezza di almeno mezza lunghezza d'onda.

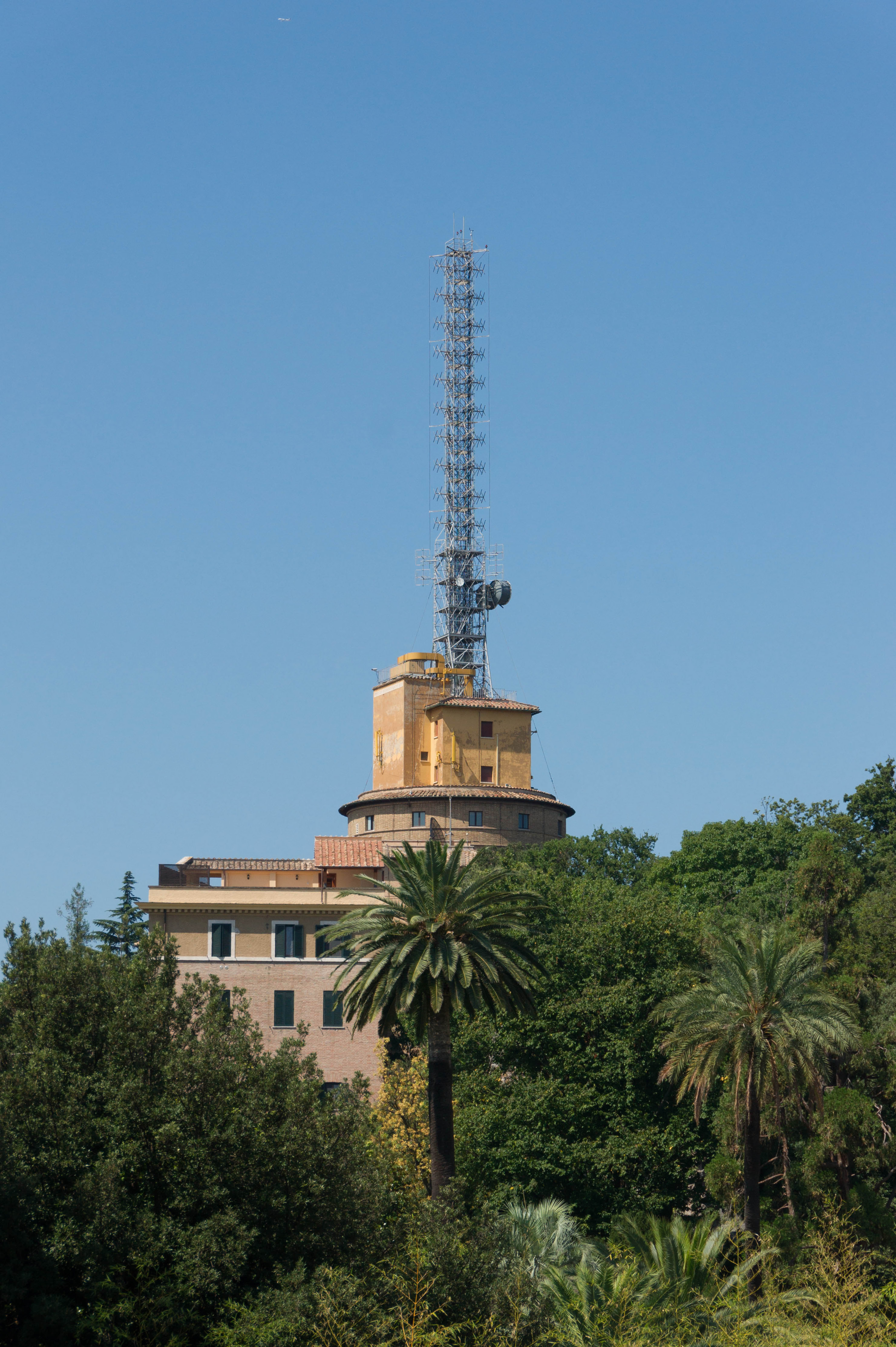
Esempio di un sistema (detto anche cortina) di antenne direttive Yagi per radiodiffusione, un sistema è composto da 2 o più antenne collegate tra loro tramite degli accoppiatori; le antenne direttive Yagi sono composte da un dipolo e da uno o più elementi riflettori e direttori

Il dipolo può essere orientato orizzontalmente, verticalmente oppure può essere anche inclinato rispetto al terreno (in questo caso si parlerà di dipolo a V invertita). L'orientamento determina la polarizzazione del campo elettromagnetico trasmesso e si ottiene il massimo segnale quando la polarizzazione dell'antenna ricevente è identica a quella dell'antenna trasmittente (adattamento di polarizzazione). Se la differenza tra le due polarizzazioni è di 90 gradi si ha invece la massima perdita, pari a circa 20 dB (cioè il 99% del segnale potenziale). La corretta polarizzazione è importante solo per le comunicazioni per onda di terra o riflessione lunare in quanto la ionosfera modifica la polarizzazione dei segnali in modo casuale e dunque essa non è un fattore critico per le comunicazioni su onde corte (HF).
Il ripiegamento del dipolo ha effetti anche sull'adattamento di impedenza tra dipolo stesso e linea di alimentazione. L'impedenza caratteristica del dipolo è infatti di circa 75 Ohm, quando i suoi bracci sono posizionati paralleli al piano di massa o al terreno, se trattasi di filare per bande HF, e visto che i normali cavi coassiali usati per alimentare questo tipo di antenne hanno invece un'impedenza caratteristica di circa 52 ohm, si tende a modificare la posizione degli elementi in modo che formino angoli inferiori a 180° (dipolo a V invertita) per ottenere l'adattamento: portandoli a 120° si ha un'impedenza nel punto di alimentazione prossima ai 52 ohm, abbassando ancora l'angolo si scende a 35 ohm. In casi particolari, per portare l'impedenza caratteristica vicina ai 52 ohm si utilizzano degli adattatori di impedenza che sono solitamente inseriti nel punto di alimentazione dall'antenna, ma qualora ciò fosse possibile, gli adattatori possono trovarsi nel punto di origine della radiofrequenza in modo da dare all'emettitore l'impedenza corretta, ma lasciando l'antenna disadattata elettricamente ottenendo per cui uno scarso rendimento o efficienza. Oltre a ridurne l'impedenza, inclinando i rami del dipolo si ottiene una diminuzione della frequenza di risonanza e della banda passante dell'antenna e la lunghezza del dipolo deve essere diminuita.
Poiché a volte si hanno difficoltà pratiche nella realizzazione dei due bracci del dipolo tenuti separati tra loro con alimentazione al centro, ricorrendo al cosiddetto metodo delle immagini è possibile sostituire un braccio del dipolo con una superficie metallica o un insieme di bracci metallici disposti su una superficie piana perpendicolare all'altro braccio del dipolo ottenendo così in maniera più versatile un "monopolo" (è il caso delle antenne dei veicoli stradali) il quale presenta caratteristiche di equivalenza in termini di irradiazione del dipolo originario con la sola differenza che la potenza elettromagnetica irradiata, a parità di intensità di corrente, risulta dimezzata.

## Applicazioni
La caratteristica di ottima omnidirezionalità del dipolo è sfruttabile in trasmissione in tutti i tipi di telediffusione, in trasmissione e ricezione nelle radiodiffusioni (si pensi alle antenne di ricezione radio delle vetture), nelle reti cellulari sia nei tipi più semplici di stazioni radio base sia nei ricevitori ovvero i telefoni cellulari per poter trasmettere e ricevere da qualunque posizione rispetto alla BTS, nei telefoni cordless domestici, nei sistemi radio walkie-talkie, nelle antenne di ricezione per TV non connesse alle usuali antenne di ricezione televisiva sui tetti, nei sistemi di automazione dei cancelli, dai radioamatori, ecc.